# Anthelia ternatana
Anthelia ternatana är en korallart som först beskrevs av Schenk 1896.  Anthelia ternatana ingår i släktet Anthelia och familjen Xeniidae. Inga underarter finns listade i Catalogue of Life.